# Rosa Nissán
Rosa Nissán Rovero (Ciudad de México, 15 de junio de 1939), conocida como Rosa Nissán, es una escritora mexicana de origen sefardí. Recibió el Premio Ariel León Dultzin, de la Asociación de Periodistas y Escritores Israelitas en México, en 1994. Es autora de la novela Novia que te vea, de la que existe una versión cinematográfica.

## Trayectoria
Nació en la Ciudad de México el 15 de junio de 1939. Estudió periodismo en la Universidad Femenina de México.
En 1992, publicó su primera novela Novia que te vea, la cual fue llevada al cine, producida por Imcine y dirigida por Guita Schyfter. Rosa Nissán escribió el guion junto a Hugo Hiriart. El libro aborda el tema sobre la integración cultural de las comunidades judías en México y cuestiona el papel tradicional de las mujeres judías, así como las costumbres y tradiciones de la comunidad sefaradí.
En 1997, publicó una crónica de su viaje a Israel en Las Tierras Prometidas.
En 1999, se publicó su segunda novela, Hisho que te nazca, continuación de Novia que te vea, y ese mismo año se publicaron también unos cuentos en No sólo para dormir es la noche, donde reúne una colección de cuentos en que los problemas de pareja y la soledad son determinantes.
Del 2000 al 2002, dio diversos talleres sobre autobiografía novelada en la Casa del Lago Juan José Arreola, el Claustro de Sor Juana y la Casa del Refugio.

## Obra
- Novia que te vea, 1992, Planeta.
- Hisho que te nazca, 2006, Planeta.
- Las tierras prometidas, 1997, Plaza & Janés.
- No solo para dormir es la noche, 1999, Patria.
- Los viajes de mi cuerpo, 1999, Planeta.
- Aparición en la antología México sabe México y en la antología Cuentos sobre la mesa.[9]
- Me viene un modo de tristeza[10]